# آلیس ریوا

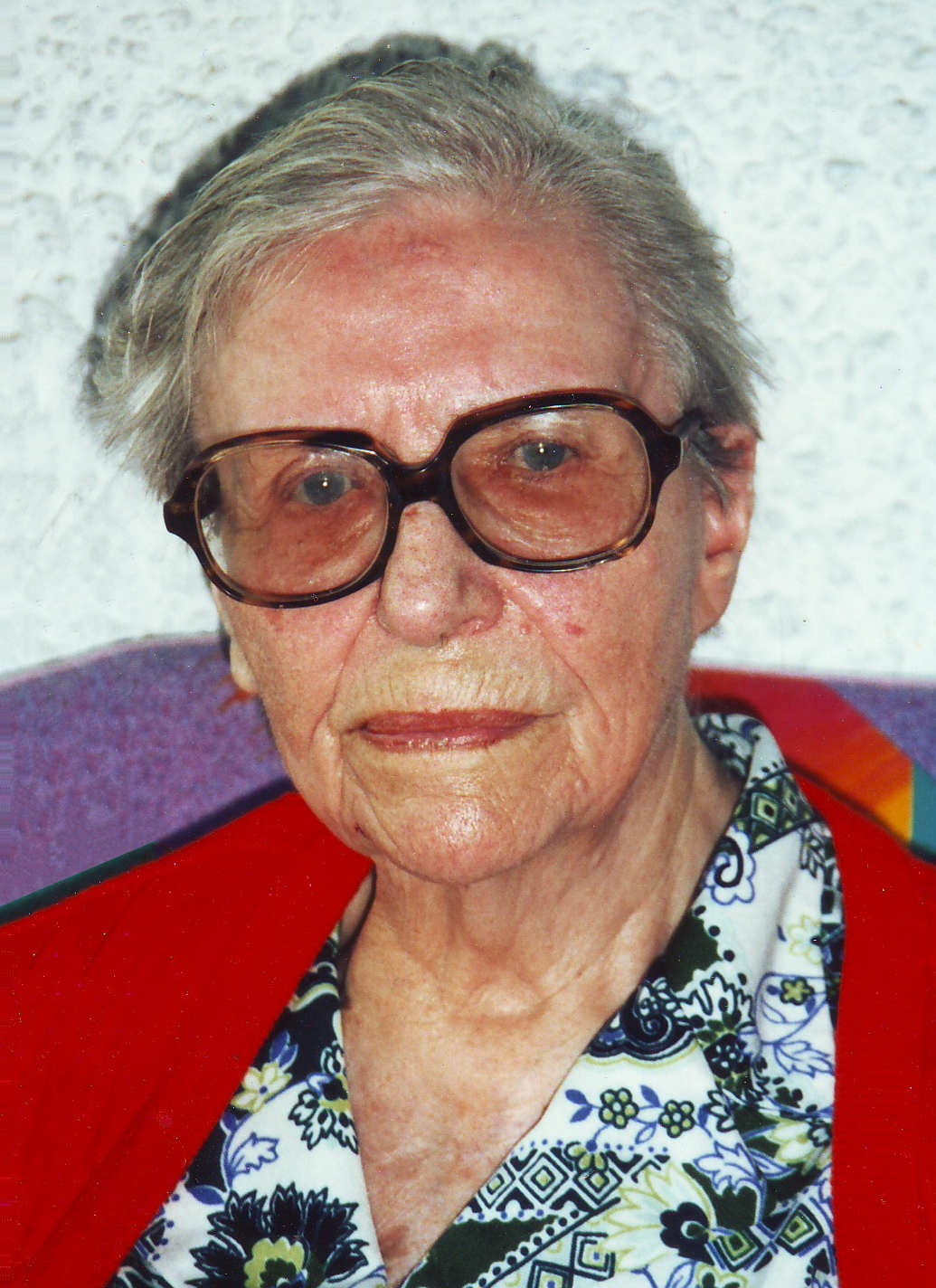
الیس ریوا در سال ۱۹۹۵

آلیس ریوا (به انگلیسی: Alice Rivaz)، (زاده ۱۴ اوت ۱۹۰۱- درگذشته ۲۷ فوریه ۱۹۹۸)، فمنیست و نویسنده سوئیسی

## گزیده آثار[۱]
- ابرهایی در دوردست، ۱۹۴۰
- همانند شن، ۱۹۴۵
- آرامش کندوها، ۱۹۴۷، ترجمهٔ دالی بنداریان زاده، چاپ ستوده
- بدون الکل، ۱۹۶۱
- روزهایتان را بشمارید، ۱۹۶۶
- الفبای بامداد، ۱۹۶۹
- نشیب موج، ۱۹۷۳
- از خاطره و از فراموشی، ۱۹۷۳
- نانت را دور بینداز، ۱۹۷۹
- نامی که نام من نیست، ۱۹۸۰
- ردپای زندگی، ۱۹۳۹-۱۹۸۳